# 三仙台

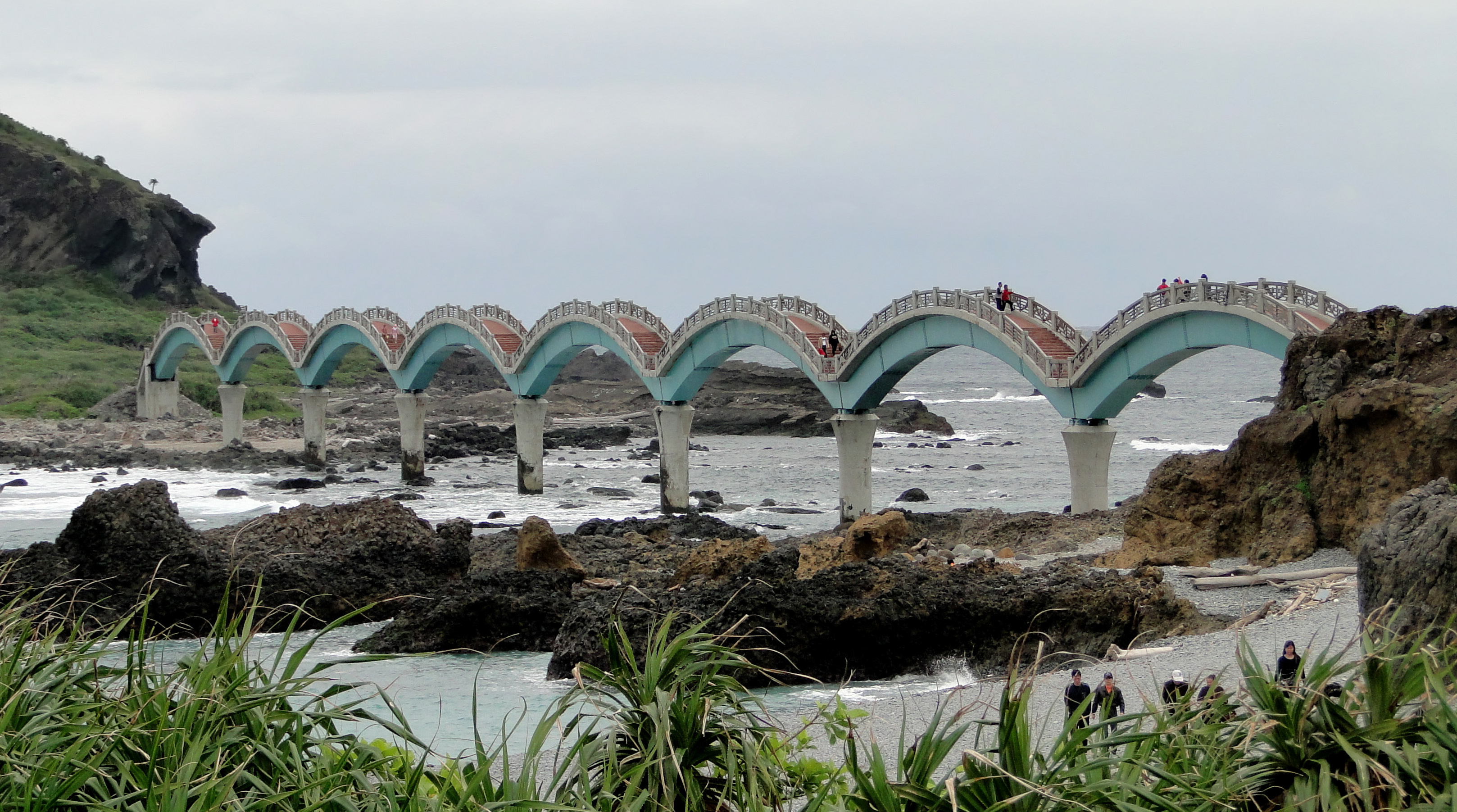
三仙台跨海步道橋。

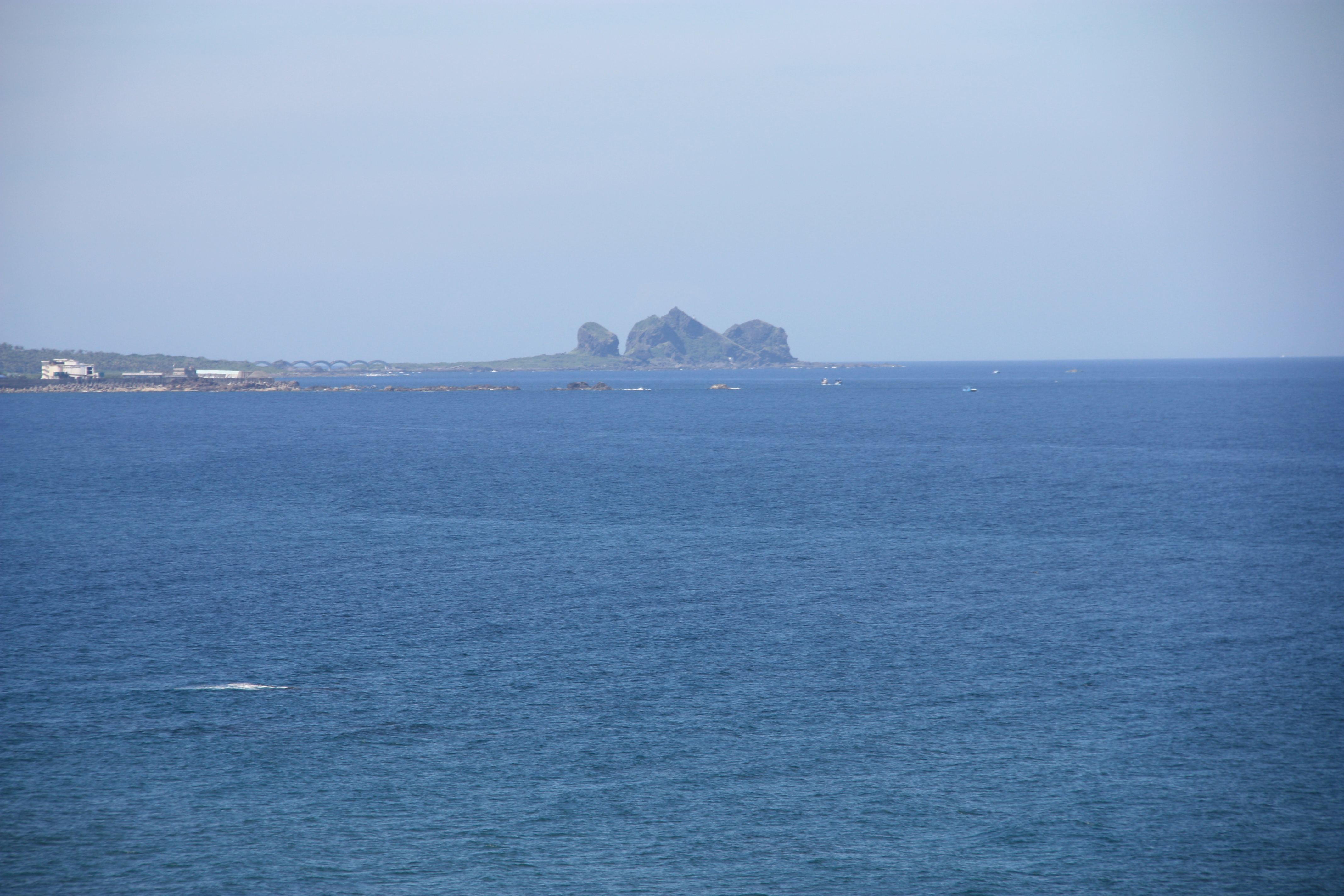
從成功鎮瞭望三仙台。

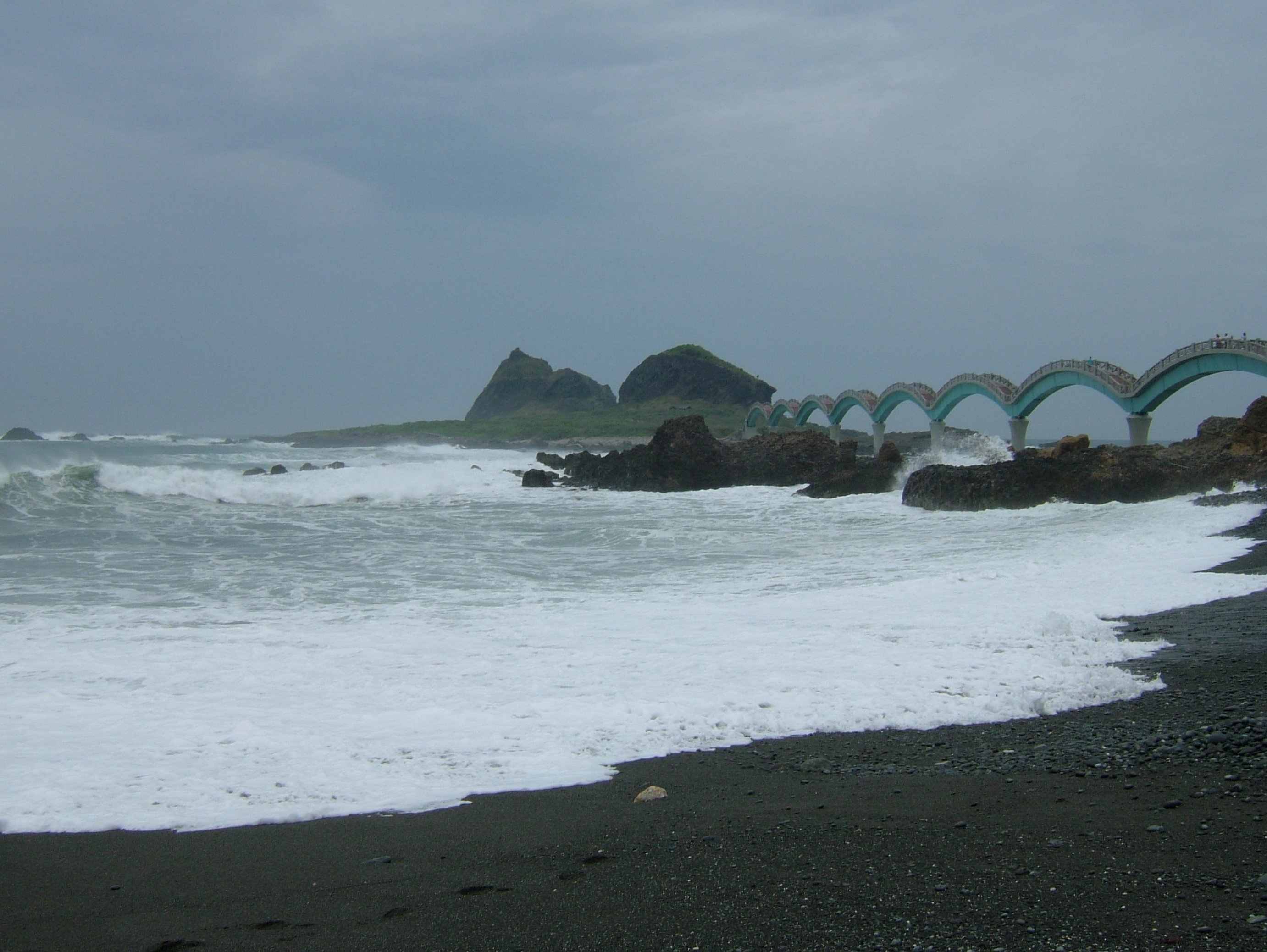
三仙台海岸的白色浪花。

23°07′29″N 121°25′00″E / 23.12472°N 121.41667°E
三仙台，又稱比西里岸（阿美語：nuwalian、Pisirian），原稱釣魚台，為臺灣旅遊景點，位於台東縣成功市區東北方約三公里處，由離岸小島、珊瑚礁海岸及碎石海岸所構成，面積約22公頃。因人為干擾較少，也是研究海岸植物生態的重要據點，並列為自然保護區。阿美語nuwalian意為「最東之地」、Pisirian意為「牧羊之地」。
三仙台現已納入東部海岸國家風景區管理，設有「三仙台遊客服務中心」，提供三仙台生態環境介紹及旅遊相關諮詢服務。

## 地理環境
海拔最高處約77公尺，屬於都巒山層火山集塊岩，在海水經年累月的侵蝕下逐漸由岬角成為離岸島。周圍有隆起的珊瑚礁分佈。海岬北側為礫石海灘，潮水和海浪翻湧沖刷海灘時，會發出震撼的聲響。島上北端的濱台有許多壺穴，直徑最大者達5公尺，深4公尺，東北岸有一隧道型海蝕門（合歡洞），長58公尺，寬約3公尺，高約3至4公尺，沿著集塊岩的節理，貫穿小島的東北部，為通往小島南岸的捷徑。
由於長期受到風化和海水侵蝕，形成許多造型奇特的海蝕地形如海蝕柱、壺穴和隧道型海蝕門，由三仙台向西望去的成功鎮是多層的海階地形，成階的海階台地為農耕集中帶。火山集塊岩為三仙台地層主體，全區有許多海蝕柱，停車場附近有較小的海蝕柱，三個較大的海蝕柱位於三仙台島上，最高約80公尺高。
另外，島上隨處可見林投（由拱橋通往涼亭的步道沿途幾乎都是林投）、台灣海棗、白水木和濱刀豆等濱海植物，而臺灣特有種「臺灣擬絲珊瑚」也在這裡的海面下生活，三仙台可是花東海岸線海底景觀最美的地方。

## 歷史故事
漢人與當地阿美族人，各自對三仙台有其傳說。相傳「八仙」中的李鐵拐、呂洞賓、何仙姑曾於島上停憩，在山上留下三仙足印，故名三仙台。阿美族人則流傳著三仙台藏有守護神「及發烏安」海龍的故事。

## 週遭景觀
- 合歡洞：海蝕洞
- 三仙台燈塔：坐落在三仙台島的第二岩峰，呂洞賓岩上，並設有287階的石階可供人員自岩底攀爬至燈杆所在地[4][5]。
- 跨海拱橋：為方便遊客登島，1987年興建一座八拱跨海人行步道橋。因造形優美，配合「八仙過海」之傳說設計，已成為當地地標[6]。
- 定置漁網：位於三仙台和台灣本島白守蓮之間的海域設有定置漁網，漁民向新港區漁會申請放置於此處，平日將膠筏停泊在基翬漁港內，定時前往該海域收取漁獲，遊客在穿越跨海拱橋或在白守蓮海岸，即可見到漁網的浮標在水面上載浮載沉的景象[7]。